# Framtiden i våre hender
Framtiden i våre hender - ідеалістична організація в Норвегії, яка пропагує ідеї зеленого споживання і ресурного правосуддя. Норвезька назва буквально перекладається як Майбутнє в наших руках.
Організація виступає з критикою на адресу постійного зростання рівня споживання в розвинених країнах на кшталт Норвегії, і вважає, що природа і клімат - це речі, важливіші за зростання споживання і економіки. Ідейним натхненником і засновником організації у 1974 році був Ерік Дамман, на даний час її очолює Аня Баккен Ріїзе. Організація налічує близько 27 000 членів і, таким чином, є найбільшою екологічною організацією в Норвегії.

## Основні виклики
Організація виділяє три пріоритетні виклики:
1) Справедлива оплата праці для виробників продуктів масового вжитку, таких, як одяг, продукти харчування і мобільні телефони, особливо в бідних країнах.
2) Скорочення споживання і виробництва м'яса заради охорони довкілля, здоров'я і добробуту тварин.
3) Відхід від викопного палива: перенесення інвестицій з вугільної, нафтової і газової промисловості на відновлювані джерела енергії.

## Зовнішні посилання
Офіційний сайт організації [Архівовано 13 березня 2018 у Wayback Machine.]